# 細田龍之介
細田 龍之介（ほそだりゅうのすけ、2001年1月16日 - ）は、日本の俳優である。兵庫県出身。NACセグンド・ソル所属。

## 出演

### テレビ番組
- 大阪ラブ&ソウル（NHK、2010年11月6日） - 金田暉輝 役
- おみやさん8 第3話（ANB、2011年） - 葉山勇樹（幼少期） 役
- 歴史秘話ヒストリア（NHK） - 上杉謙信（少年期〜青年期）/ 明智光慶十五郎 役
- 京のいっぴん物語（KBS、再現ドラマ）
- ごきげんライフスタイル よ〜いドン!（KTV、再現ドラマ）
- マルコポロリ（KTV、再現ドラマ）
- 逃亡者おりん2 第8話（TX、2012年） - 大吉 役
- NHK連続テレビ小説（NHK）
  - 梅ちゃん先生（2012年） - ヒロシ 役
  - ごちそうさん（2013-2014年） - 西門悠太郎（少年期） 役
  - おちょやん（2021年） - 高森久作（次男・清二役） 役
- ドラマナビヤ たからのちず（NHK、2013年） - 星野翔太 役
- 刑事ゼロ スペシャル2 (EX、2020年） - 時矢暦彦（大学生時代）役
- シッコウ!!〜犬と私と執行官〜 第3話（EX、2023年7月18日） - 矢上遼一（学生時代） 役
- 君とゆきて咲く〜新選組青春録〜 第1話（2024年4月25日、テレビ朝日） - 佐幕派藩士 役[1]

### 映画
- 忍たま乱太郎 夏休み宿題大作戦!の段（2013年） - 次屋三之助役

### CM
- ノベール製薬 サワーズグミ（ちびカメカメ）
- ニプロ 新・想いは一緒編
- 四谷大塚 全国小学生統一小学生テスト 大阪バージョン
- アクエリアス チェーンリアクション編

### VP
- 水郡 大阪市観光PR
- 奈良県教育番組「笑顔いっぱい」（ススム役）

### MV
- 松尾優　トキメクトキ（主人公）

### 舞台
- 南座 「三月花形歌舞伎」通し狂言「加賀美山再岩藤-骨寄席の岩藤-」（2010年3月） - いじめっこ竹次役
- 御園座 特別公演「忠臣蔵」（2010年9月） - 大石吉千代役
- 松竹座 「團菊祭五月大歌舞伎」「弁天娘女男白浪」（2011年5月） - 丁稚長松役